# U-582
| U-582 | U-582 | U-582 |
| --- | --- | --- |
| U 582 | | |
| | | |
| Зображення підводного човна підтипу VIIC                                                                     | | |
| Верф | Blohm + Voss, Гамбург                                                                                                 | Blohm + Voss, Гамбург                                                                                                 |
| Під прапором                                                                                                 | Третій Рейх | Третій Рейх |
| Належність                                                                                                   | Крігсмаріне | Крігсмаріне |
| Порт приписки                                                                                                | Кіль, Брест | Кіль, Брест |
| Замовлення                                                                                                   | 8 січня 1940 | 8 січня 1940 |
| Закладений                                                                                                   | 25 серпня 1940 | 25 серпня 1940 |
| Спуск на воду                                                                                                | 12 червня 1941 | 12 червня 1941 |
| Введений до складу флоту                                                                                     | 7 серпня 1941 | 7 серпня 1941 |
| На службі | 1941—1942 | 1941—1942 |
| Загибель | 5 жовтня 1942 року затоплений південно-західніше Ісландії глибинними бомбами американського летючого човна «Каталіна» | 5 жовтня 1942 року затоплений південно-західніше Ісландії глибинними бомбами американського летючого човна «Каталіна» |
| Сучасний статус                                                                                              | затоплений | затоплений |
| Бойовий досвід                                                                                               | Друга світова війна Битва за Атлантику                                                                                | Друга світова війна Битва за Атлантику                                                                                |
| Проєкт | | |
| Тип ПЧ | середній торпедний ДПЧ                                                                                                | середній торпедний ДПЧ                                                                                                |
| Вартість | 4 714 000 ℛℳ | 4 714 000 ℛℳ |
| Основні характеристики                                                                                       | | |
| Швидкість (надводна)                                                                                         | 17,9 вузла | 17,9 вузла |
| Швидкість (підводна)                                                                                         | 8 вузлів | 8 вузлів |
| Робоча глибина занурення                                                                                     | 100 м | 100 м |
| Гранична глибина занурення                                                                                   | 220 м | 220 м |
| Автономність плавання                                                                                        | 135—174 км на швидкості 4 вузли (в підводному положенні) 11 470 км на швидкості 10 вузлів (у надводному положенні)    | 135—174 км на швидкості 4 вузли (в підводному положенні) 11 470 км на швидкості 10 вузлів (у надводному положенні)    |
| Екіпаж | 44—60 осіб | 44—60 осіб |
| Розміри | | |
| Довжина найбільша (по КВЛ)                                                                                   | 67,1 м | 67,1 м |
| Ширина корпусу найб.                                                                                         | 6,2 м | 6,2 м |
| Висота | 9,6 м | 9,6 м |
| Середня осадка (по КВЛ)                                                                                      | 4,74 м | 4,74 м |
| Водотоннажність надводна                                                                                     | 769 т | 769 т |
| Силова установка                                                                                             | | |
| дизель-електрична; 2 дизельних двигуни MAN M 6 V 40/46, 2 електродвигуни Siemens-Schuckert-Werke GU 343/38-8 | | |
| Гвинти | 2 | 2 |
| Потужність                                                                                                   | 2800—3200 к.с. (дизелі) 750 к.с. (електродвигуни)                                                                     | 2800—3200 к.с. (дизелі) 750 к.с. (електродвигуни)                                                                     |
| Озброєння | | |
| Артилерія | 1 × 88-мм палубна гармата SK C/35                                                                                     | 1 × 88-мм палубна гармата SK C/35                                                                                     |
| Торпедно- мінне озброєння                                                                                    | 4 носових і один кормовий ТА 14 торпед або 26 мін TMA                                                                 | 4 носових і один кормовий ТА 14 торпед або 26 мін TMA                                                                 |
| ППО | 1 × 37-мм зенітна гармата Flak M42 2 × 20-мм зенітні гармати FlaK 30                                                  | 1 × 37-мм зенітна гармата Flak M42 2 × 20-мм зенітні гармати FlaK 30                                                  |

U-582 — німецький середній підводний човен типу VIIC, що входив до складу Військово-морських сил Третього Рейху за часів Другої світової війни. Закладений 25 серпня 1940 року на верфі № 558 компанії Blohm + Voss у Гамбурзі. Спущений на воду 12 червня 1941 року. 7 серпня 1941 року корабель увійшов до складу 5-ї навчальної флотилії ПЧ ВМС нацистської Німеччини. Єдиним командиром підводного човна був корветтен-капітан Вернер Шульте.

## Історія
U-582 належав до німецьких підводних човнів типу VIIC, найчисельнішого типу субмарин Третього Рейху, яких випущено 703 одиниці. Службу розпочав у складі 5-ї навчальної флотилії ПЧ. 1 січня 1942 року продовжив службу у бойовому складі 1-ї флотилії ПЧ.
З січня до жовтня 1942 року U-582 здійснив 4 бойових походи в Атлантичний океан, в яких провів 176 днів. За цей час човен потопив 6 транспортних суден, сумарною водотоннажністю 38 826 GRT і один військовий патрульний катер (46 тонн), що перебував на палубі транспортного судна.
Під час четвертого бойового походу в Північну Атлантику, 5 жовтня 1942 року U-582 був виявлений американським летючим човном «Каталіна» південно-західніше Ісландії і затоплений глибинними бомбами з усім екіпажем; загинули 46 людей.

## Перелік уражених U-582 суден у бойових походах
| №                                                           | Дата            | Командир ПЧ          | Назва            | Тип                | Належність                            | Водотоннажність (брт) | Вантаж | Конвой       | Результат та координати                                                | Наслідки атаки для екіпажу    | Прим.                                             |
| ----------------------------------------------------------- | --------------- | -------------------- | ---------------- | ------------------ | ------------------------------------- | --------------------- | --- | ------------ | ---------------------------------------------------------------------- | ----------------------------- | ------------------------------------------------- |
| Перший похід (03.01—07.02.1942, 36 діб; Тронгейм—Брест)     |                 |                      |                  |                    |                                       |                       | |              |                                                                        |                               |                                                   |
| 1                                                           | 26 січня 1942   | Kptlt. Вернер Шульте | Refast           | танкер             | Велика Британія                       | 5 189                 | баласт | Конвой ON 56 | потоплений 42°41′ пн. ш. 53°02′ зх. д. / 42.683° пн. ш. 53.033° зх. д. | 42 (10 загинули та 32 вижили) |                                                   |
| Третій похід (22.06—11.08.1942, 51 доба; Брест—Брест)       |                 | Kptlt. Вернер Шульте |                  |                    |                                       |                       | |              |                                                                        |                               |                                                   |
| 2                                                           | 12 липня 1942   | Kptlt. Вернер Шульте | Port Hunter      | суховантажне судно | Велика Британія                       | 8 826                 | Генеральний вантаж, включаючи боєприпаси, глибинні бомби та новозеландський патрульний катер як палубний вантаж | Конвой OS 33 | потоплено 31°15′ пн. ш. 23°50′ зх. д. / 31.250° пн. ш. 23.833° зх. д.  | 91 (88 загинули та 3 вижили)  |                                                   |
| 3                                                           | 12 липня 1942   | Kptlt. Вернер Шульте | HMNZS ML-1090    | патрульний катер   | Військово-морські сили Нової Зеландії | 46                    | | Конвой OS 33 | потоплений 31°15′ пн. ш. 23°50′ зх. д. / 31.250° пн. ш. 23.833° зх. д. | ? (? загинули та ? вижили)    | перебував як палубний вантаж на борту Port Hunter |
| 4                                                           | 15 липня 1942   | Kptlt. Вернер Шульте | Empire Attendant | суховантажне судно | Велика Британія                       | 7 524                 | майно та транспортні засоби                                                                                     | Конвой OS 33 | потоплено 23°48′ пн. ш. 21°51′ зх. д. / 23.800° пн. ш. 21.850° зх. д.  | 59 (усі загинули)             |                                                   |
| 5                                                           | 22 липня 1942   | Kptlt. Вернер Шульте | Honolulan        | суховантажне судно | США                                   | 7 493                 | 8350 тонн марганцевої руди та джуту                                                                             |              | потоплено 08°41′ пн. ш. 22°12′ зх. д. / 8.683° пн. ш. 22.200° зх. д.   | 39 (усі вижили)               |                                                   |
| 6                                                           | 27 липня 1942   | Kptlt. Вернер Шульте | Stella Lykes     | суховантажне судно | США                                   | 6 801                 | баласт |              | потоплено 06°40′ пн. ш. 25°05′ зх. д. / 6.667° пн. ш. 25.083° зх. д.   | 53 (1 загиблий та 52 вижили)  |                                                   |
| Четвертий похід (14.09—05.10.1942, 22 доби; Брест—загибель) |                 | Kptlt. Вернер Шульте |                  |                    |                                       |                       | |              |                                                                        |                               |                                                   |
| 7                                                           | 22 вересня 1942 | Kptlt. Вернер Шульте | Vibran           | суховантажне судно | Норвегія                              | 2 993                 | баласт |              | потоплено 45°57′ пн. ш. 30°05′ зх. д. / 45.950° пн. ш. 30.083° зх. д.  | 48 (усі загинули)             |                                                   |